# Мартынова, Яна Валерьевна
Яна Валерьевна Мартынова (род. 3 февраля 1988, Казань) — российская пловчиха. В сборной команде России с 2000 года. Дочь футболиста и рекордсмена по количеству проведённых матчей в составе ФК «Рубин» Валерия Мартынова.

## Достижения
- Золотой призёр соревнований по плаванию XXVII Всемирной летней Универсиады в Казани 2013 год
- Бронзовый призёр соревнований по плаванию XXVII Всемирной летней Универсиады в Казани 2013 год
- Бронзовый призёр чемпионата Европы 2008
- Серебряный призёр чемпионата мира 2007
- 39-кратная чемпионка России[источник не указан 2378 дней]

• Неоднократная рекордсменка России на дистанциях 400 метров комплексным плаванием и 200 метров баттерфляем
- Участница трёх Олимпийских игр (2004, 2008, 2012).
- Единственная спортсменка за всю историю СССР и России, кто завоевал медаль чемпионата мира на дистанции 400 метров комплексное плавание.

## Награды
- Почётная грамота Президента Российской Федерации (19 июля 2013) — за высокие спортивные достижения на XXVII Всемирной летней универсиаде 2013 года в городе Казани[2]